# Цепкало, Валерий Вильямович
Валерий Вильямович Цепкало (бел. Валерый Вільямавіч Цэпкала (Цапкала); род. 22 февраля 1965, Гродно, БССР) — белорусский политический деятель, дипломат, управленец и предприниматель. Кандидат юридических наук в области международного права.
Один из руководителей предвыборного штаба Александра Лукашенко на президентских выборах 1994 года, после его победы первый заместитель министра иностранных дел Беларуси. С 24 февраля 1997 по 2 апреля 2002 года занимал должность посла Республики Беларусь в США и Мексике. В 2005—2006 годах полномочный представитель Президента в Парламенте. Один из сооснователей Парка высоких технологий, с 7 октября 2005 по 2 марта 2017 года был его директором.
В мае 2020 года объявил о своём выдвижении на выборах Президента Республики Беларусь, в июле ему было отказано в регистрации , после чего на фоне расследования уголовного дела покинул страну вместе с семьёй. В эмиграции занялся созданием политических структур, направленных на борьбу с режимом Лукашенко.

## Биография

### Ранние годы. Становление
Родился 22 февраля 1965 года в городе Гродно. Был единственным ребёнком в семье инженеров-химиков Вильяма и Нины Цепкало, работавших на предприятии «Гродно Азот».
Учился в гродненской средней школе № 14 с углублённым изучением английского языка, увлекался историей. Школу окончил с почти отличным аттестатом, единственная «четвёрка» — по русскому языку. В 1982—1984 годах учился в Белорусском технологическом институте в Минске. Но в 1984 году его призвали рядовым на два года в Советскую армию (отсрочка студентам тогда не предоставлялась); служил в Ракетных войсках стратегического назначения в городе Хмельницкий.
После армии возобновлять обучение по прежней специальности не стал и в 1986 году поступил в Московский государственный институт международных отношений МИД СССР, который окончил с отличием. Там же был принят в аспирантуру, окончил её на «отлично», преподавал на кафедре государственного права и управления зарубежных стран, получил учёную степень кандидата юридических наук.

### Дипломатическая и политическая карьера
Карьерный путь дипломата начал в 1991 году сотрудником посольства СССР в Финляндии. После распада Советского Союза принял решение вернуться в Минск, где открывались карьерные перспективы. В 1992 году занял должность второго секретаря в Министерстве иностранных дел Республики Беларусь. В 1993—1994 годах был советником Председателя Верховного совета Республики Беларусь Станислава Шушкевича по внешнеполитическим вопросам. В январе 1994 года преемник Шушкевича на посту председателя Верховного Совета Мечислав Гриб уволил Цепкало с должности советника председателя Верховного Совета. По словам тогдашнего министра иностранных дел Петра Кравченко, было связано с его «профнепригодностью», но наиболее вероятной причиной увольнения стала вражда премьер-министра Вячеслава Кебича со Станиславом Шушкевичем. Позднее Шушкевич характеризовал Цепкало как «умелого психолога и профессионала», который «всегда работал на крае правильных и неправильных дел», и отмечал помощь с его стороны, когда Шушкевич уже был в опале, а Цепкало — на должности посла Беларуси в США. После увольнения Цепкало перешёл работать в Исполнительный секретариат СНГ советником Исполнительного секретаря.
Еще в декабре 1993 года Цепкало включился в политическую жизнь страны и вместе с Валерием Скурлатовым вошёл в состав правления межрегиональной либерально-патриотической партии «Возрождение», отколовшейся от созданной в 1991 году одноимённой межгосударственной партии.
В 1994 году Валерий Цепкало покинул команду Станислава Шушкевича, баллотировавшегося в президенты, и по рекомендации Дмитрия Булахова вошёл в предвыборный штаб самого молодого кандидата на выборах 1994 года Александра Лукашенко наравне с Виктором Гончаром, Леонидом Синицыным, Александром Федутой для курирования вопросов международной политики. Валерий Цепкало организовал поездку Лукашенко в Москву, где тот посетил Государственную думу и встречался с одним из лидеров ЛДПР (наиболее представительной партией в составе Госдумы I созыва), председателем КПРФ Геннадием Зюгановым и председателем Аграрной партии России Николаем Харитоновым. Поездка была организована с целью привлечь к себе общественное внимание и продемонстрировать, что Лукашенко превосходит конкурента в вопросах интеграции России и Белоруссии.
После победы Лукашенко, которой способствовало широкое недовольство существующей властью, 8 августа 1994 года Валерий Цепкало мог претендовать на пост министра иностранных дел, но в итоге 29-летний дипломат был назначен первым заместителем министра иностранных дел Республики Беларусь. С 24 февраля 1997 года по 2 апреля 2002 года был чрезвычайным и полномочным послом Республики Беларусь в Соединённых Штатах Америки и в Мексике (по совместительству). Будучи послом Беларуси в США побывал в Кремниевой долине, осознав важность борьбы с «утечкой мозгов» из Беларуси и необходимость создания белорусского парка высоких технологий.
После окончания дипломатической службы стал помощником Президента Республики Беларусь по науке и технологиям. С 14 февраля по 7 октября 2005 года был полномочным представителем президента в парламенте. В 2005 году Цепкало стал правительственным экспертом Генерального секретаря ООН в области коммуникационных и информационных технологий и информационной безопасности. В 2009 году он также вошёл в Стратегический совет Глобального альянса за информационно-коммуникационные технологии и развитие Организации Объединённых Наций.

### Парк высоких технологий
Во время работы послом Республики Беларусь в США Цепкало почерпнул концепцию экосистемы, стимулирующей развитие технологических компаний. По словам дипломата, после возвращения в 2002 году ему потребовалось полтора года, чтобы убедить руководство страны в необходимости создания инфраструктуры и «центра притяжения» для белорусских IT-компаний. На фоне лопнувшего пузыря доткомов политическая элита страны была уверена в несостоятельности информационной индустрии в целом. Работу по популяризации своих замыслов среди представителей госаппарата Цепкало позднее описал в книге «Парк высоких технологий: 10 лет развития».
Сама идея создания Парка высоких технологий (ПВТ) была впервые публично озвучена президентом Александром Лукашенко во время Недели информационных технологий в 2003 году. Президент видел её главной задачей модернизацию традиционных отраслей экономики: сельского хозяйства, промышленности, образования, здравоохранения, обороны и безопасности.
В июле 2004 года глава Администрации Президента Урал Латыпов и помощник президента Валерий Цепкало дали первую пресс-конференцию онлайн, ответив на вопросы 150 учёных, бизнесменов и политиков о концепции развития ПВТ. Организация была создана 22 сентября 2005 года, а 7 октября директором её администрации был назначен Валерий Цепкало. Главными задачами ПВТ Цепкало называл приостановку оттока IT-специалистов за рубеж, создание комфортных условий для развития информационных стартапов в Беларуси, а в 2009 году в интервью немецкому журналу Der Spiegel, он заявил, что в Беларуси формируется новая «Кремниевая долина».
В 2005 году администрации парка выделили территорию 50 гектаров в Минске возле микрорайона Уручье. В течение десяти лет на участке создали научно-исследовательский корпус, здания представительств фирм, центр для проведения конференций, жилой и гостиничный комплексы, торговый центр. Для развития организации был предоставлен кредит в размере 300 тысяч долларов США под 17 % годовых, который ПВТ выплатил в первые два года. Предполагалось, что к 2015 году экспортные показатели ПВТ достигнут 300—350 миллионов долларов США. Развитию отрасли должен был способствовать специальный налоговый режим, делающий ПВТ, по словам Цепкало, «оазисом новой экономики».
К 2014 году в парке было зарегистрировано 138 компаний, общий объём производства которых достиг 650 миллионов долларов. К тому моменту по объёму экспорта программных продуктов на душу населения Беларусь обогнала Индию и США. В стране резко вырос рейтинг профессии программиста, в ряде школ запустили программы дополнительного образования. По словам Цепкало, прирост IT-отрасли в Беларуси в несколько раз превышал среднемировые показатели, а чистый экспорт парка превышал суммарный вклад национальных промышленных заводов.
Конфликт между администрацией парка и чиновниками начался в 2015 году, когда стало известно о планах увеличить подоходный налог для программистов на 1 % и размер взносов в Фонд соцзащиты в три раза. Цепкало предупреждал о риске «утечки мозгов» и приводил данные, что даже при уменьшенных ставках программист ПВТ выплачивал в три раза больше налогов, чем среднестатистический белорусский гражданин. Ставки удалось зафиксировать до 2020 года в обмен на обещание, что компании-резиденты ПВТ будут работать с бо́льшей отдачей в пользу всей белорусской экономики, не только ИТ-сектора. С учетом ареста в 2015 году белорусского IT-бизнесмена Виктора Прокопени, помимо отстаивания налоговых льгот для программистов и резидентов ПВТ, Цепкало в 2016 году предлагал исключить из Уголовного кодекса страны ответственность за незаконную предпринимательскую деятельность кроме «медицинской, связанной с жизнью людей, и финансовой, связанной с производством фальшивых денег, строительством различных финансовых пирамид». Он назвал такое положение реликтом советской экономики и отметил, что наказание белорусского производителя подрывает его позиции на внешних рынках. По его мнению, компании Apple гораздо сложнее было бы развиваться, если бы Стив Джобс и Стив Возняк родились в Беларуси. Позиция вызвала широкий общественный резонанс, а Генеральный прокурор Александр Конюк заявил, что обязан исполнять прописанные в законодательстве нормы.
2 марта 2017 года Цепкало был уволен с должности директора Администрации Парка высоких технологий. Для сотрудников Парка решение стало неожиданностью, а он сам связывал ситуацию со своей активной позицией и конфликтом с силовиками. Хотя к началу 2017 году оборот отрасли разработки ПО в Беларуси подошёл к миллиарду долларов и среди резидентов ПВТ числились Wargaming.net, Maps.me, Viber, участники рынка отмечали, что темпы роста IT-индустрии соответствовали другим восточноевропейским странам. Например, темпы роста сферы украинского аутсорса превышали белорусские показатели на 9 % при трёхкратной разнице в уровне налоговой нагрузки. А общая доля Беларуси в мировых показателях составляла десятые доли процента. В СМИ также сообщали, что увольнение вызвано нежеланием Цепкало переориентировать резидентов на развитие других отраслей белорусской экономики. Отмечая заслуги Цепкало в создании и развитии ПВТ, аналитики обращали внимание и на его слабые стороны: высокий порог вхождения для продуктовых компаний, забюрократизированность и формализм.
После увольнения Цепкало продолжил карьеру международного консультанта по созданию инновационных структур. Он помогал правительствам разных стран бывшего СССР в формировании IT-сектора, а также консультировал власти Саудовской Аравии. Так, он принимал участие в развитии инновационного центра Mirzo Ulugbek Innovation Center в Узбекистане. В 2018 году он основал биографическую библиотеку Prabook.com. Впервые после увольнения из ПВТ Цепкало выступил в белорусском медиапространстве в 2018 году. Он, в частности, высказывался против увеличения числа резидентов ПВТ, полагая, что практика снизит качество предоставляемых услуг. Тем не менее, только за 2018 год количество сотрудников организаций-резидентов ПВТ выросло на 15 тысяч человек, и к 2020 году ПВТ являлся площадкой для четверти белорусских стартапов, инновационные технологии составили более трети от экспорта страны.

### Участие в президентской кампании
8 мая 2020 года в своём аккаунте Facebook Валерий Цепкало заявил о намерении участвовать в президентских выборах, намеченных на 9 августа 2020 года. Он раскритиковал существующий в стране режим, назвав «изжившей себя схемой управления, при которой весь народ каждый день смотрит на настроение одного человека».
Цепкало заявил о необходимости новых методов организации общества и государства, а годы президентства Лукашенко назвал «периодом застоя, стагнации, общественной апатии и безразличия». Он заявлял о необходимости модернизации, прекращения дотаций неэффективных госпредприятий и инвестиций в здравоохранение и образование, называл бессмысленными «битвы за урожай», предлагал пойти по скандинавскому пути реновации действующих ТЭС вместо строительства АЭС. Цепкало высказывался за независимость парламента и судов, ограничение полномочий главы государства двумя сроками, отказ от президентской республики, заявлял о намерении создавать в стране образцовую инфраструктуру для жизни и учёбы. По мнению Цепкало, Лукашенко «оторвался от жизни, не знает, чем живёт народ, не понимает его ожидания». Себя лично он отказывался характеризовать себя как оппозиционера и формировал образ кандидата-технократа, стремящегося привнести в госуправление свой опыт из IT-индустрии. На первой пресс-конференции он выступил за многовекторную внешнюю политику и заявил, что его приоритет во внешней политике — «дружба со всеми». Он являлся сторонником интеграции с Россией в рамках Союзного государства, но предлагал пересмотреть условия договора. По его мнению, Беларусь обязана параллельно развивать отношения с США и ЕС. Кандидат подчёркивал, что «на уровне психологических стереотипов» не видит между белорусами, русскими и украинцами принципиальной разницы и что планирует сохранить статус русского языка в случае победы.
Аналитики, общественные деятели и политологи высказывали разные мнения о причинах решения бизнесмена. Руководитель группы компаний «БелХард» Игорь Мамоненко называл Цепкало компромиссным преемником власти, представители IT-индустрии считали, что Цепкало является подставной фигурой и его выдвижение согласовано с Администрацией президента. Московский центр Карнеги полагал, что выдвижение двух кандидатов либерального истеблишмента (Валерий Цепкало и Виктор Бабарико) свидетельствовало о нарастающем недовольстве политической и экономической ситуацией среди городского среднего класса. Их программы были сходны и ориентированы на привлечение сторонников мягких реформ и либерализации экономики.
В мае 2020 года Лукашенко заявил об имеющемся компромате на Цепкало, намекая на причины его увольнения с поста директора ПВТ, но назвать их отказывался. В одном из интервью президент сравнил Цепкало с хряком. Предположительно, Лукашенко намекал на жену оппозиционера Веронику Цепкало, ранее воспользовавшуюся методом искусственного оплодотворения. В ответ Цепкало заявил, что его увольнение из ПВТ было связано с выступлением против арестов бизнесменов и последовавшими конфликтами с Генеральным прокурором и Следственным комитетом. Он назвал оскорбительное поведение Лукашенко стандартной практикой для политической системы страны и нападки президента посчитал неудачной попыткой поднять рейтинг. Цепкало заявлял о желании «вернуть уважение: уважение ко всем гражданам Республики Беларусь». Он также высказывался за необходимость обеспечения безопасности Лукашенко после отставки.
В мае 2020 года была создана инициативная группа под руководством Андрея Ланкина, в состав которой вошли 884 человека. 20 мая Центральная избирательная комиссия зарегистрировала активистов для сбора подписей в поддержку кандидата. К началу июля они собрали около 220 тысяч голосов, из которых отобрали и представили в ЦИК 160 тысяч. Из них достоверными Центризбирком признал только 75249 подписей, также комиссия выявила несоответствие фактического и задекларированного дохода жены Цепкало. При этом более 94,36 % отклонённых голосов не прошли проверку, так как даты рядом с ними не были поставлены подписавшими. Кроме того, по мнению экспертов, за несколько дней после сдачи подписных листов и до принятия решения о недействительности подписей провести почерковедческое исследование тысяч подписей невозможно. В штабе Цепкало сочли отказ от регистрации подписных листов необоснованным, кандидат оспорил его в Верховном суде страны и запросил акты выбраковки подписей, но иск был отклонён. Ошибки в подсчётах ЦИК признал только по в Первомайском районе Бобруйска, по остальным регионам работники «не нашли оснований считать результаты проверки подписей неправильными». В ответ на обращение избирателей с запросом перепроверить поданные документы в ЦИК сообщили, что законодательство не предусматривает такой процедуры. В этот период сам политик некоторое время не мог появляться на публике из-за подозрений на коронавирус. Его жена Вероника Цепкало сообщила, что разница между данными её декларации и подсчётами ЦИК связана с налоговыми выплатами: ЦИК озвучил цифру дохода до уплаты налогов и сборов, а также включил натуральный доход.
14 июля верховный представитель по внешней политике ЕС Жозеп Боррель назвал ситуацию ограничением возможности волеизлияния белорусов. В поддержку Цепкало и Бабарико в Минске, Пружанах, Гомеле и Бресте прошёл ряд несанкционированных митингов и массовые задержания. 16 июля представители штабов Валерия Цепкало, Светланы Тихановской и Виктора Бабарико договорились об объединении и представили общие цели, среди которых призыв к голосованию 9 августа, участие в наблюдении за выборами, освобождение политических и экономических заключённых, проведение «повторных честных выборов».

### Деятельность в эмиграции
6 января 2021 года объявил о создании Форума Демократических Сил Беларуси с целью объединить «все здравые силы в конституционных преобразованиях как разумную альтернативу народного большинства в ответ на псевдонациональное Всенародное собрание». Первый оффлайн Форум прошел 16-17 мая 2022 года в Варшаве, второй Форум был в Берлине 11-12 июля 2022 года.
27 мая 2021 года, вскоре после ареста Романа Протасевича, объявил о запуске новой гражданской инициативы Трибунал. LIVE, по сбору доказательств преступлений режима Лукашенко и организацию его ареста. Смысл которой, по его словам, в том, чтобы собрать средства для вознаграждения тем представителям силовых структур Беларуси или гражданским активистам, которым удастся арестовать «преступника N1», Александра Лукашенко. В рамках этой инициативы, каждый желающий сможет перечислить деньги на вознаграждение за поимку «преступника № 1», а средства будут зарезервированы на картах жертвователей и поступят на специальный счёт только когда Лукашенко будет арестован.
Также Валерий Цепкало занимался расследованием коррупции Александра Лукашенко.
В августе 2022 Валерий и Вероника Цепкало объявили о создании временного Национального совета, который будут избирать на два года.
Временный состав Национального совета объединенных демократических сил создал рабочую группу по антикоррупционной политике, реформе силовых ведомств и реабилитации политических заключенных.

## Уголовное преследование
Для финансирования предвыборной кампании Валерий Цепкало продал свой дом площадью 418,3 м² за Национальной библиотекой по схеме обратного лизинга. 24 июня 2020 года белорусский бизнесмен турецкого происхождения Седат Игдеджи обратился в Генеральную прокуратуру, утверждая, что во время работы в ПВТ, Валерий Цепкало принял у него взятку в виде строительства этого дома стоимостью 200 тысяч долларов, оплаты отпусков, а также одного миллиона долларов наличными. Взамен компаниям Игдеджи обеспечили победу в тендере на строительство научно-производственного комплекса для ПВТ. Когда застройщик отказался спонсировать Цепкало дальше, тот начал «создавать проблемы» и добился аннулирования строительных лицензий компаний. Игдеджи понёс около 15 миллионов долларов издержек. По словам застройщика, Цепкало также признавался ему в управлении офшорами на Кипре. Сам политик заявил на пресс-конференции, что Игдеджи не смог выполнить взятых обязательств, и в 2014 году его компания была отстранена от работ премьер-министром Михаилом Мясниковичем. Также Цепкало указывал, что в соответствии с решением суда компания Игдеджи должна была выплатить ему неустойку за устранение строительных дефектов и убытки в размере 871 млн рублей (примерно 56 тысяч долларов по курсу 2015 года). По ходу разбирательства стороны обвиняли друг друга в лжесвидетельствовании, оскорблении чести и достоинства. В письме прокурору Игдеджи заявлял об известных ему компрометирующих сведениях о личной жизни Цепкало, а также заявлял, что ему и его семье якобы неоднократно поступали угрозы, хотя выступление застройщика против Цепкало не было связано с политической деятельностью последнего. Одновременно Игдеджи признавался, что заявил об акте взяточничества спустя несколько лет, чтобы помешать семье Цепкало использовать деньги с продажи дома в предвыборной кампании. Сам Цепкало считал обвинения провокацией и политически мотивированными. СМИ отмечали проблемную деловую репутацию Игдеджи и указывали на многочисленные имущественные споры с компаниями-резидентами ПВТ и конфликты с Министерством архитектуры и строительства. На первое судебное заседание по обвинению в оскорблении чести и достоинства 21 июня представители Валерия Цепкало не явились.
8 февраля 2021 года Следственный комитет Беларуси передал документы в Генпрокуратуру на экстрадицию Валерия Цепкало. Его обвиняли в совершении «ряда коррупционных преступлений» и «получении крупной взятки». 11 февраля 2021 года Белорусская Генпрокуратура обратилась к Генпрокуратуре Латвии с просьбой о выдаче Цепкало. Похожие запросы были сделаны и на других оппозиционных политиков, находящихся за рубежом. 7 июля 2021 года пришёл официальный отказ Латвии в экстрадиции Цепкало.
В октябре 2022 года белорусское МВД признало экстремистским формированием группу граждан, объединённых под руководством Валерия Цепкало, в том числе его сайты и страницы в социальных сетях. Участие в экстремистском формировании является уголовным преступлением по белорусским законам.
7 апреля 2023 года суд заочно приговорил политика Валерия Цепкало к 17 годам колонии.

## Вынужденная эмиграция
24 июля 2020 года Цепкало был вынужден уехать вместе с детьми из Беларуси в Москву с учётом опасений за безопасность и рисков ареста по «надуманным обстоятельствам». По его словам, работники прокуратуры посещали школу, где учатся его дети, и начали процесс отчуждения материнских прав у его супруги. Представители государственных органов опровергли эти заявления. Предполагая, что дети станут рычагом давления, Цепкало вывез их из страны. В ходе следственных мероприятий сотрудники работники МВД допрашивали жену и свояченицу Цепкало. Причём последнюю люди в штатском забрали с парковки, и некоторое время о её судьбе не было ничего известно.
Цепкало заявлял об отсутствии причин его экстрадиции из России, но подтвердил готовность вернуться в случае обострения обстановки на родине. На время он решил сосредоточиться на проведении пресс-конференций, где освещал мировой общественности реальное положение дел в Беларуси. В частности, он обратился в открытом письме к более чем тридцати мировым лидерам, включая президента США Дональда Трампа, канцлера Германии Ангелу Меркель и президента России Владимира Путина, с просьбой о содействии в проведении честных выборов.
2 августа 2020 года Цепкало переехал в Киев. Через неделю его жена также покинула страну. Её отъезд спровоцировало ошибочное задержание руководителя штаба Бабарико Марии Колесниковой, которую, предположительно, приняли за Веронику Цепкало. Активистка продолжила агитационную деятельность. Например, она записала обращение с требованием признать законным президентом Светлану Тихановскую и «остановить беспредел, который творится в Беларуси». Для этой цели после проведения голосования оппозиционные кандидаты создали «Комитет государственного спасения», о чём 11 августа в интервью РИА Новости заявил Валерий Цепкало.
15 августа 2020 года на Цепкало завели уголовное дело, он был объявлен в розыск в Беларуси и России. На следующий день экс-кандидат заявил, что планирует переехать в Польшу для встречи с влиятельными политиками. Он также заявлял о формировании в Беларуси «Фронта национального спасения», стремившегося мобилизовать население против насильственного захвата власти Александром Лукашенко. Одновременно к политику выехала жена, которую около трёх часов удерживали на украинской границе Цепкало расценил это как политическое давление. 18 августа семья в полном составе прибыла в Варшаву.
С 17 декабря 2020 года по август 2021 года семья Цепкало проживала в Латвии. С августа 2021 года семья Цепкало живёт в Греции.

## Критика
Белорусское IT-издание Dev.by обвиняло Валерия Цепкало в том, что в 2016 году, находясь в должности директора Парка высоких технологий, он был недоволен публикациями издания и давил на компании-резиденты ПВТ, подталкивая их к сворачиванию сотрудничества с Dev.by. По данным издания, также Цепкало поступал и в случае недовольства публикациями TUT.by: звонил в редакцию и лично Юрию Зиссеру и обещал «некие неприятности». Цепкало отрицал все обвинения и утверждал, что как глава ПВТ был недоволен выходившими на сайте публикациями, агитирующими белорусских программистов к отъезду из страны и переговорил со спонсорами издания о целесообразности сотрудничества с dev.by.
В мае 2020 года, после объявления о планах баллотироваться в президенты Беларуси, Валерий Цепкало дал интервью порталу Dev.by, а после отозвал свои слова и прислал сокращённую и отредактированную версию вопросов-ответов, приложив письменный запрет на публикацию оригинального интервью.
В том же мае 2020 года СМИ писали о попытках редактирования статьи о Валерии Цепкало в русскоязычной Википедии с целью вырезать из текста критику, информацию о проекте Prabook, продаже дома и давлении на СМИ, а также уменьшить число упоминаний о связи с Лукашенко.

## Prabook
В ноябре 2018 году Валерий Цепкало представил свой проект Prabook.com — биографическую библиотеку, которая должна обеспечить «цифровое бессмертие». Проект на момент запуска, по словам создателей, уже был самой большой структурированной базой биографических данных в мире. Создатели говорили, что машиногенерируемая база статей о людях создаётся на основе изображений и текстов из открытых источников, которые загружают в проект разработчики. Проект рассматривался как пример «всеобщей базы данных», несущей риски кражи личности, так как в базу агрегируются данные из различных источников без разрешения затронутых людей. Позднее стало известно, что к работе над своим личным проектом Цепкало привлекал сотрудников Парка высоких технологий, будучи его директором.

## Исследования и публикации
Валерий Цепкало — автор трёх книг:
1. «Дорогой дракона» (об экономическом развитии постиндустриальных стран юго-восточной Азии),
2. «Код Бессмертия» (о тайне смерти и воскрешения человека),
3. «Парк высоких технологий: 10 лет развития».

Он также автор 80 статей о религии, мировой экономике и внешней политике, 20 публикаций об электронном правительстве, информационных технологиях и интеллектуальной собственности, выходивших, в частности, в Foreign Affairs. 
Автор патента на метод поиска людей по косвенным признакам, который был использован в проекте Prabook.
Цепкало В. Два аромата в одном флаконе. // СБ. Беларусь сегодня. — 2010. — 27 апреля

Цепкало В. Об уроках газового конфликта. // СБ. Беларусь сегодня. — 2010. — 30 июня.

## Семья
Женат на Веронике Цепкало. Вероника родом из Могилёва, окончила факультет международных отношений БГУ, затем училась в высшей школе управления и бизнеса БГЭУ. Затем изучала вопросы бизнес-менеджмента в Индии, последние 10 лет работала в крупной международной корпорации. У супругов двое сыновей.

## Награды
- Орден Почёта (23 июня 2014 года) — за многолетнюю плодотворную работу, образцовое выполнение служебных обязанностей, достижение высоких производственных показателей в автомобилестроении, дорожном строительстве, промышленности, сельском хозяйстве, значительный личный вклад в развитие информационных технологий, охраны здоровья, социальной защиты населения, сферы торгового обслуживания, достижения в области науки, образования, искусства, культуры и спорта[157].